# 郑雪儿
鄭雪兒（英文：Michelle Saram，1974年12月12日—），藝名「雪兒」（曾用藝名「莫雅伦」），新加坡演員及歌手。本身是中印混血兒，父親是印度人，母親是華人。

## 簡歷
鄭雪兒於1997年6月與郭富城合作拍攝自由易廣告而加入娛樂圈（與蒙嘉慧合演），然後加入香港無綫電視。2000年代，前往台灣發展，2002年同2003年获得新加坡红星大奖「最受欢迎女艺人」。
2017年，她為報古天樂和葉偉信往日提攜之恩而客串電影《殺破狼·貪狼》。
同年5月，她接拍由邵氏兄弟及優酷製作的網劇及電視劇《飛虎之潛行極戰》，飾演情報組主管。之後在訪問中說因為該劇的監制樂易玲邀請她，才促成這次的合作。她表示以為飾演的角色有動作戲份；到開拍時，才知道只有大量辦公室對白的戲份，還表示特意開拍前準備功課死記對白，不過在劇裏只有一場戲份。
2019年，鄭雪兒接拍ViuTV的電視劇《地產仔》，飾地產店舖主管。
2025年，鄭雪兒客串新加坡電視劇《青春小鳥》，她受訪時指該劇中有10集的戲份。

## 感情生活
鄭雪兒於2010年與新加坡GHM酒店集團大股東 Zecha 的兒子 Ajai Zecha 結婚。其丈夫是英籍人士。

## 音樂作品
- 2000年5月：国语专辑《别装傻》

## 電視劇
- 2000年：香港無綫電視《創世紀II之天地有情》 飾 秦淑芬
- 2001年：香港無綫電視《尋秦記》 飾 趙倩
- 2002年：台灣華視《流星花園2》 飾 葉莎[5]
- 2002年：新加坡新传媒电视8频道《星梦情真》
- 2003年：新加坡新传媒电视8频道《我家四个宝》
- 2004年：新加坡新传媒电视8频道《非一般妈妈》
- 2005年：《天外飞仙》飾 馬娜娜
- 2005年：中國大陸中央电视台《天空之城》
- 2005年：中國大陸中央电视台《男男女女》
- 2006年：新加坡新传媒电视8频道《爱情零度C》
- 2018年：香港邵氏兄弟《飛虎之潛行極戰》 飾 雪兒
- 2020年：香港ViuTV《地產仔》飾 恭天佑

## 电影
| 首播   | 片名            | 角色     |
| 1999年 | 《爆裂刑警》    | 阿Yen    |
| 2000年 | 《神偷次世代》  | Michelle |
| 2004年 | 《追蹤眼前人》  |          |
| 2007年 | 《莫失莫忘》    |          |
| 2017年 | 《殺破狼·貪狼》 |          |
| 待定   | 《尋秦記》      | 趙倩     |

## 外部連結
- 郑雪儿的新浪微博
- 郑雪儿的Facebook專頁
- 郑雪儿在香港影庫上的簡介
- 郑雪儿的Instagram帳戶